# 52 reprises dans l'espace
Albums de Katerine et Francis et ses peintres
Philippe Katerine
(2010) Magnum
(2014)
Sorti en 2011, 52 reprises dans l'espace est un triple album du groupe Francis et ses peintres (François Ripoche au saxophone, Fred Chiffoleau à la basse, Christophe Lavergne à la batterie et Gilles Coronado à la guitare) avec en invité sur tous les titres le chanteur Philippe Katerine. Considéré à tort comme le onzième album studio de Katerine, il a été produit par les musiciens.

## Genèse
Durant l'année 2010, chaque semaine, le lundi, une reprise d'une chanson française était diffusée sur le site du combo « Katerine, Francis et ses Peintres ».
À noter une légère différence entre les titres diffusés sur le site et ceux retrouvés sur l'album : étaient disponibles sur le site Salut à toi (Bérurier noir ; François Guillemot / Laurent Katracazos) en semaine 35 et Double je (Christophe Willem ; Zazie / Jean-Pierre Pilot - Olivier Schulteis - Zazie) en semaine 49. Ils ont été remplacés par Besoin de rien, envie de toi et Je suis sex appeal sur l'album.
À noter également que sur la version album tous les titres sont légèrement plus compressés que lors de leur diffusion sur le site web.
Le groupe Francis et ses peintres a sorti son premier album La Paloma en 2008.